# L'Aquila Rugby 2015-2016
Nella stagione 2015-2016 L’Aquila disputò il campionato di Eccellenza classificandosi al decimo posto e quindi retrocedendo in serie A.
Disputò inoltre il Trofeo Eccellenza mancando l'accesso alle semifinali in virtù del terzo posto ottenuto nel girone di qualificazione.

## Maglie e sponsor
Il fornitore tecnico per la stagione 2016 fu Joma, mentre il principale sponsor fu l'Eni.
In questa stagione, oltre alla maglia ufficiale con i colori nero-verde, utilizzò nelle ultime tre partite una maglia "evento" in memoria delle vittime del terremoto dell'Aquila del 2009.

## Eccellenza

### Andata
| Arbitro: | Bolzonella (Cuneo) |

|                                                                         |      |               |
| 37’ Melegari 48’ Monfrino 54’, 75’ Manuini 64’ Lombardo 80’ Manganiello | mt   | 23’ Mattoccia |
| 37’, 48’, 54’ McKinley 80’ Gennari                                      | tr   | 23’ Bonifazi  |
| 9’, 20’, 33’ McKinley                                                   | c.p. |               |

| Arbitro: | Meconi (Roma) |

|               |      |                                                                |
| 40’ Mattoccia | mt   | 7’ Fadalti 10’, 24’ Nostran 16’ Trotta 45’ Ferraro 52’ tecnica |
| 40’ Matzeu    | tr   | 16’, 24’, 52’ Faldati                                          |
| 2’ Matzeu     | c.p. | 42’ Faldati                                                    |

| Arbitro: | Schipani (Benevento) |

|                              |      |                                                     |
| 57’, 64’ Faasen 67’ Speranza | mt   | 24’ Corazzi 28’ Odiete 40’, 47’ Zanon 67’ Semenzato |
| 64’ Faasen                   | tr   | 24’, 40’, 47’ Odiete 67’ Barraud                    |
| 39’, 50’ Faasen              | c.p. | 78’ Barraud                                         |
| 60’ Matzeu                   | drop |                                                     |

| Arbitro: | Palladino (Torino) |

|                                                                           |    |           |
| 16’Zanini 23’, 61’ Riedo 41’Bernini 53’ Bronzini 67’, 71’ Lubian 80’Frati | mt | 9’ Biffi  |
| 16’, 23’, 53’, 61’ Basson 71’, 80’ Mantelli                               | tr | 9’ Faasen |

| Arbitro: | Bertelli (Brescia) |

|                     |      |                                                  |
| 40’ Cortes          | mt   | 9’ Marinaro 13’, 59’ Duca 25’ Massaro 42’ Ceglie |
| 40’ Faasen          | tr   | 9’, 13’, 25’, 59’ Azzolini                       |
| 4’, 16’, 34’ Faasen | c.p. |                                                  |

| Arbitro: | Schipani (Benevento) |

|                                                                                                  |      |              |
| 7’ Minozzi 14’, 21’ Castello 17’ De Santis 27’ tecnica 38’Morelli 45’Costanzo 73’ Luus 76’ Susio | mt   |              |
| 7’, 14’, 17’, 21’, 27’, 45’, 76’ Buscema 73’ Minozzi                                             | tr   |              |
|                                                                                                  | c.p. | 25’ Bonifazi |

| Arbitro: | Liperini (Livorno) |

|                         |      |                           |
| 65’ Cialente 79’ Faasen | mt   | 27’ tecnica 31’, 51’ Ward |
| 65’, 79’ Bonifazi       | tr   | 27’, 31’ Thrower          |
| 7’, 12’, 33’ Bonifazi   | c.p. | 60’, 77’ Thrower          |

| Arbitro: | Rizzo (Ferrara) |

|                                                      |      |                     |
| 20’ Rochford 38’ Kotzè 43’, 80’ Becerra 54’ Nitoglia | mt   |                     |
| 20’, 38’, 43’, 54’ Calandro 80’Giangrande            | tr   |                     |
|                                                      | c.p. | 3’, 40’, 48’ Faasen |

| Arbitro: | Liperini (Livorno) |

|                                       |      |                                              |
| 2’ Boccardo 30’ Ciofani 78’ Montivero | mt   | 7’ Preston 40’ Bona 61’ Patelli 80’ Bertelli |
| 2’ Faasen 78’ Bonifazi                | tr   | 80’ Mortali                                  |
| 52’, 69’ Bonifazi                     | c.p. | 35’, 47’ Costa                               |

### Ritorno
| Arbitro: | Falzone (Padova) |

|                                           |      |                                                                           |
| 28’ Marchetto 35’ Carnicelli 39’ Flammini | mt   | 11’ Manganiello 17’ Gerosa 22’ Gabbianelli 30’ Apperley Keanu 75’ Delport |
| 26’, 35’, 39’ Bonifazi                    | tr   | 11’, 17’, 22’ McKinley                                                    |
| 2’, 53’, 69’, 80’ Bonifazi                | c.p. | 7’, 50’, 58’ McKinley                                                     |

| Arbitro: | Tomò (Roma) |

|                                               |    |               |
| 6’ Nostran 46’ Marcato 56’ Bettin 71’ Delfino | mt | 7’ Carnicelli |
| 46’, 56’, 71’Marcato                          | tr | 7’ Bonifazi   |

| Arbitro: | Roscini (Milano) |

|                                                                                              |    |  |
| 2’, 20’, 66’ Corazzi 13’, 36’ Guarducci 26’, 33’ E. Ceccato 40’, 45’ Benvenuti 50’ Buondonno | mt |  |
| 2’, 13’, 20’, 26’, 33’, 36’, 40’ Renata 50’ Endrizzi                                         | tr |  |

| Arbitro: | Meconi (Roma) |

|                       |      | |
| 50’ Biffi 60’ Breglia | mt   | 9’ Bronzini 11’ Lubian L. 22’ Menon 25’ Rodriguez 32’, 40’ Lucchin 42’ Riedo 42’, 77’, 80’ Bernini 66’ Lubian E. |
| 50’, 60’ Biffi        | tr   | 9’, 11’, 22’, 25’, 32’, 40’, 42’, 52’, 77’, 80’ Chillon                                                          |
| 4’ Bonifazi           | c.p. | |

| Arbitro: | Schipani (Benevento) |

|                                                                                                 |    |              |
| 10’ Quartaroli 15’ Bacchetti 24’ Marinaro 33’ Massaro 40’ Balsemin 70’ Parisotto 77’ Di Massimo | mt | 51’ tecnica  |
| 10’, 15’, 24’, 33’ Azzolini                                                                     | tr | 51’ Bonifazi |

| Arbitro: | Trentin (Lecco) |

|              |    |                                                                                                 |
| 21’ Speranza | mt | 2’ Tuivaiti 16’, 77’ Giammarioli 33’ Vlaicu 44’ Zdrilich 55’ Chiesa 61’ Andreotti 64’ Di Giulio |
| 21’ Bonifazi | tr | 2’, 16’, 33’, 44’, 55’, 64’, 77’ Vlaicu                                                         |

| Arbitro: | Blessano (Treviso) |

|                        |      |                            |
| 20’ Subacchi 46’ Forte | mt   |                            |
| 20’ Hill               | tr   |                            |
| 19’, 29’ Hill          | c.p. | 5’, 40’, 54’, 67’ Bonifazi |

| Arbitro: | Schipani (Benevento) |

|                                         |      |                |
| 7’, 16’ Tamba 47’ Marchetto 66’ tecnica | mt   | 13’ Di Roberto |
| 7’, 66’ Bonifazi                        | tr   | 13’ Calandro   |
| 74’ Bonifazi                            | c.p. |                |

| Arbitro: | Tomò (Roma) |

|                                                              |    |               |
| 5’ Catelan 24’ Schiabel 36’ Padrò 46’ Falsaperla 60’ Bacchin | mt | 55’ D’Onofrio |
| 5’, 24’, 36’, 46’ Mortali                                    | tr | 55’ Bonifazi  |

### Risultato
| Posizione | G  | V | N | P  | PF  | PS  | DP   | B | Pt |
| --------- | -- | - | - | -- | --- | --- | ---- | - | -- |
| 10        | 18 | 1 | 0 | 17 | 243 | 718 | -475 | 5 | 9  |

## Trofeo Eccellenza
| Padova 14 novembre 2015, ore 16 CET | Petrarca            | 40 – 10 | L’Aquila | Centro Sportivo Memo Geremia\| Arbitro: \| Angelucci (Livorno) \| |
| Arbitro:                            | Angelucci (Livorno) |         |          |                                                                   |

| L'Aquila 22 novembre 2015, ore 15 CET | L’Aquila | 19 – 23 | S.S. Lazio | Stadio Tommaso Fattori\| Arbitro: \| Nobile \| |
| Arbitro:                              | Nobile   |         |            |                                                |

| L'Aquila 20 dicembre 2015, ore 15 CET | L’Aquila | 22 – 42 | Petrarca | Stadio Tommaso Fattori |

| Roma 17 gennaio 2016, ore 15 CET | S.S. Lazio | 24 – 15 | L’Aquila | Centro sportivo Giulio Onesti |

### Classifica
| Posizione | G | V | N | P | PF | PS  | DP  | B | Pt |
| --------- | - | - | - | - | -- | --- | --- | - | -- |
| 3ª        | 4 | 0 | 0 | 4 | 66 | 129 | -63 | 2 | 2  |